# 달빛 그림자
《달빛 그림자》(일본어: ムーンライト・シャドウ)는 2021년에 공개된 일본의 영화이다. 원작은 요시모토 바나나의 단편 소설집 키친에 수록된 동명의 단편 소설을 영화화한 작품이다.

## 출연

### 주연
- 고마츠 나나 - 사츠키 역
- 미야자와 히오 - 히토시 역

### 조연
- 요시쿠라 아오이
- 우스다 아사미 - 우라라 역

## 기타
- 수입사 :  태양미디어그룹